# Hạt Đại diện Tông tòa Luang Prabang
Hạt Đại diện Tông tòa Luang Prabang (tiếng Lào: ອັກຄະສາວົກແທນຂອງແຂວງຫລວງພະບາງ; tiếng Latinh: Vicariatus Apostolicus Luangensis Prabangensis) là một Hạt Đại diện Tông tòa của Giáo hội Công giáo Rôma tại phía bắc nước Lào.
Là một Hạt Đại diện Tông tòa, Hạt Đại diện Tông tòa Luang Prabang được giao cho một Giám mục hiệu tòa quản lí, đồng thời không thuộc một Giáo tỉnh nào, thay vào đó là chịu sự quản lí trực tiếp của Tòa Thánh thông qua Bộ Truyền giáo.
Hạt Đại diện Tông tòa hiện tại không có một nhà thờ chính tòa nào từ khi Nhà thờ chính tòa Đức Mẹ vô nhiễm nguyên tội cũ ở Luang Prabang đã bị tịch thu. Hạt Đại diện Tông tòa đã trống tòa kể từ năm 1975, và được tạm thời giao cho một loạt các Giám quản Tông tòa quản lí.

## Thống kê
Hạt Đại diện Tông tòa bao phủ diện tích 80.425 km² bao gồm các tỉnh Louangphabang, Xayabury, Oudômxai, Phôngsali, Luangnamtha và Bokeo.
Đến năm 2014, toàn Hạt Đại diện có 2.693 giáo dân (0,2% trên dân số 1.692.000) với 8 giáo xứ, 1 linh mục và 5 chủng sinh.

## Lịch sử
Hạt Đại diện Tông tòa Luang Prabang được thành lập vào ngày 1/3/1963 trên phần diện tích tách ra từ Hạt Đại diện Tông tòa Viêng Chăn.
Kể từ khi Pathet Lào lên nắm quyền năm 1975 các hoạt động của Giáo hội Công giáo trên Hạt Đại diện Tông tòa Luang Prabang đã bị đàn áp mạnh mẽ.

## Lãnh đạo

### Đại diện Tông tòa Luang Prabang
- Lionello Berti, O.M.I. (1963-1968)
- Alessandro Staccioli, O.M.I. (1968-1975), sau trở thành Giám mục phụ tá Siena–Colle di Val d’Elsa–Montalcino

### Giám quản Tông tòa
- Thomas Nantha (1975-1984), đồng thời là Đại diện Tông tòa Viêng Chăn
- Jean Khamsé Vithavong O.M.I (1984-1999), đồng thời là Đại diện Tông tòa Viêng Chăn
- Đức cha Tito Banchong Thopanhong (1999-hiện tại)